# آلویا، لتونی
آلویا (به آلمانی: Allendorf) یک شهرک در لتونی با جمعیت ۲٬۷۰۰ نفر است که در شهر الوجا واقع شده‌است.